# Ernesto Teodoro Moneta
Ernesto Teodoro Moneta (Milánó, 1833. szeptember 20. – Milánó, 1918. február 10.) olasz nacionalista újságíró, forradalmár, békeaktivista. 1907-ben Louis Renault-val megosztva Nobel-békedíjat kapott az olasz békemozgalomban való részvételéért. 

## Élete
Ernesto Teodoro Moneta 1833. szeptember 20-án született, az akkor az Osztrák Császársághoz tartozó Milánóban. Elszegényedett arisztokrata családja vidéki házukba húzódott vissza, ahol – bár luxuskiadások nélkül – folytathatták korábbi életmódjukat. Tizenöt éves volt, amikor kitört az 1848-as milánói forradalom. Az apja oldalán védte meg otthonukat és az összecsapásban három osztrák katona meghalt. Ezek az események nagy hatással voltak Moneta személyiségére, amelyet egyaránt jellemzett a lelkes patriotizmus, sőt nacionalizmus, másrészt viszont elkötelezettség a béke ügye iránt. Később gyakran használták rá a "militáns pacifista" jelzőt. 1848 és 1866 között az olasz függetlenség és egyesítés ügyéért küzdött; 1859-1860-ban együtt harcolt Garibaldival, később pedig Giuseppe Sirtori tábornok oldalán, aki maga mellé vette szárnysegédnek. Az 1866-os hadjárat során (amikor a custozai vereség után veszekedés tört ki a vezérkarban és Sirtorit eltávolították a vezetői posztról) azonban csalódott a hadseregben és leszerelt. 
Egy milánói napilapba, az Edoardo Sonzogno által 1866-ban alapított Il Secoló-ba kezdett színikritikákat írni. A következő évben két barátja megvásárolta az újságot, Monetát pedig felkérték főszerkesztőnek. Ezt a feladatot egészen 1895-ig ellátta. Dinamikus és idealista személyiségének köszönhetően újságjával jelentős mértékben tudta befolyásolni a közvéleményt. Ellentmondásos természete itt is kiütközött: bár hithű katolikus volt, az Il Secolo harcos antiklerikális hangvételt ütött meg, mert Moneta úgy vélte, hogy papság útjában állt az olasz egyesítésnek és az ország társadalmi fejlődésének. Emiatt mélyen vallásos felesége és két fia is elidegenedett tőle. 

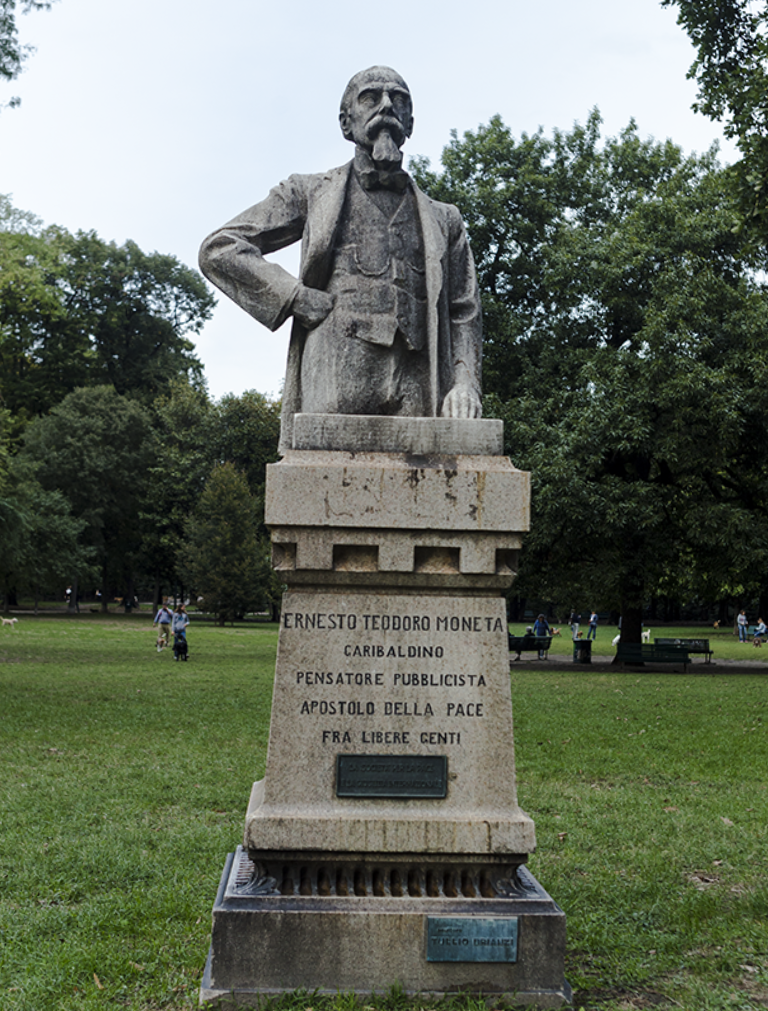
Ernesto Moneta emlékműve Milánóban

Volt katonaként azért kampányolt, hogy az újoncok hosszas és kevéssé hatékony alapkiképzése helyett még a falvakban, városokban élő fiatalokat tanítsák meg célba lőni, sportolni, amivel jelentősen le lehetett volna rövidíteni a hadseregbeli kiképzés idejét. Moneta három évtizeden keresztül gyűjtötte az anyagot a "Háborúk, felkelések és béke a 19. században" (Le guerre, le insurrezioni e la pace nel secolo XIX) c. négykötetes, monumentális munkájához, amely 1903 és 1910 között jelent meg. Leginkább az első kötet érdekes, ahol leírja a nemzetközi békemozgalom történetét. Inkább katonai, mint szociális vagy gazdasági szempontból vizsgálta a kérdést és arra jutott, hogy háborúk és militarizmus által nem lehetett jelentős, tartós eredményekre jutni. Bár az Il Secolo hasábjain Moneta a legtüzesebb olasz nacionalisták, már-már soviniszták közé tartozott, aki alapvetőnek tartotta a honvédelem kérdését; miután visszavonult a főszerkesztői posztról, energiáit a békemozgalomnak és a nemzetközi békéltető fórumok létrehozásának szentelte. 
1890-ben megkezdte egy évenkénti almanach, a L’Amico della pace ("A béke barátja") kiadását. Visszavonulása után is rendszeresen írt az Il Secolóba, pacifista cikkeit pedig kinyomtatva tanítóknak is osztogatta. 1898-ben megalapította a kéthetente megjelenő La Vita internazionalé-t ("Nemzetközi élet"). Publikációin kívül pacifista szervezői munkát is kifejtett. 1887-ben – több, rövid életű szervezet mellett – megalapította a Nemzetközi békéért és igazságért küzdő társaságot (Società per la pace e la giustizia internazionale), amely egészen 1937-ig fennmaradt. 1895-től ő volt a Nemzetközi Békeiroda olasz képviselője. 1906-ban ő tervezte és építtette a milánói világkiállításon a békepavilont és ugyanebben az évben ő volt a 15. nemzetközi békekongresszus elnöke. 
Erőfeszítéseit 1907-ben a Nobel-díj Bizottság – a francia Louis Renault mellett – Nobel-békedíjjal jutalmazta. 
1900-tól kezdődően egyre erősödő szürkehályogtól szenvedett és több alkalommal megoperálták, de a műtétek nem tudták megmenteni a vakságtól. Az első világháború kitörése után hazafias énje felülkerekedett pacifista nézetein és támogatta Olaszország részvételét a háborúban. 
Ernesto Moneta 1918. február 10-én halt meg, tüdőgyulladás következtében. A barátai által 1925-ben emelt emlékművét a fasiszta rezsim elszállíttatta, ám egy raktárban megmaradt és elkerülte a világháborús bombázásokat. 

## Főbb művei
- Dal presente all’ avvenrie, Milano, 1913
- Le guerre, le insurrezioni e la pace nel secolo decimonono, Compedio storico. 4 vols. Milano, 1903-1910
- L’ideale della pace e la patria. Milano, 1913
- Irredentismo e gallophia. Milano, 1903
- La nostra pace. Milano, Bellini, 1909
- Patria e umanità. Milano, Sonzogno, 1899